# Marcello Mimmi
Marcello Mimmi (Poggio di Castel San Pietro, 18 juli 1882 – Rome, 6 maart 1961) was een Italiaans geestelijke en kardinaal van de Rooms-Katholieke Kerk.
Mimmi studeerde aan het seminarie in Bologna en werd op 23 december 1905 tot priester gewijd. Hij werkte vervolgens als parochiepriester en als professor aan zijn eigen seminarie. Op 19 november 1919 benoemde paus Benedictus XV hem tot Kamerheer in buitengewone dienst en even later werd hij rector van het seminarie van Romagna.
Op 30 juni 1930 benoemde paus Pius XI hem tot bisschop van Crema. Drie jaar later volgde zijn benoeming tot aartsbisschop van Bari. Daar zou hij bijna achttien jaar blijven, om op 30 augustus 1952 door paus Pius XII benoemd te worden tot metropoliet van het aartsbisdom Napels. Tijdens het consistorie van 12 januari 1953 werd hij kardinaal gecreëerd. De San Callisto werd zijn titelkerk. In 1957 trad hij in dienst van de Romeinse Curie, als secretaris van de Heilige Congregatie van het Consistorie. Op 9 juni 1958 werd hij kardinaal-bisschop van het suburbicair bisdom Sabina-Poggio Mirteto.
Mimmi nam deel aan het Conclaaf van 1958, dat leidde tot de verkiezing van paus Johannes XXIII.